# 110 до н. е.

## Події
- початок походів (110—108) Діофанта на скіфів;

## Народились
- Луцій Юлій Цезар — римський політик, консул 64 до н. е.
- Філодем — давньогрецький філософ-епікуреїць, поет, бібліофіл.

## Померли
- Панетій — філософ-стоїк, керівник стоїчної школи в Афінах.
- Клітомах — філософ з Афін.